# Cisco (Illinois)
Cisco es una villa ubicada en el condado de Piatt en el estado estadounidense de Illinois. En el Censo de 2010 tenía una población de 261 habitantes y una densidad poblacional de 275,34 personas por km².

## Geografía
Cisco se encuentra ubicada en las coordenadas 40°0′53″N 88°43′25″O / 40.01472, -88.72361. Según la Oficina del Censo de los Estados Unidos, Cisco tiene una superficie total de 0.95 km², de la cual 0.95 km² corresponden a tierra firme y (0%) 0 km² es agua.

## Demografía
Según el censo de 2010, había 261 personas residiendo en Cisco. La densidad de población era de 275,34 hab./km². De los 261 habitantes, Cisco estaba compuesto por el 98.08% blancos, el 1.53% eran afroamericanos, el 0% eran amerindios, el 0% eran asiáticos, el 0% eran isleños del Pacífico, el 0.38% eran de otras razas y el 0% pertenecían a dos o más razas. Del total de la población el 0% eran hispanos o latinos de cualquier raza.